# Georg Malkowsky
Georg Malkowsky (* 31. Mai 1851 in Deutsch Krone, Westpreußen; † 26. Mai 1921 in Berlin) war ein deutscher Kunstpublizist.

## Leben
Der Vater Franz Heinrich Malkowsky (1803–1870) war Gymnasialdirektor in Deutsch Krone, die Mutter war Ottilie, geborene Koch.
Georg Malkowsky besuchte das Gymnasium in Deutsch Krone. Anschließend studierte er Kunstgeschichte und Philologie, zuerst in Breslau (bei August Rossbach), dann in Berlin (bei Moriz Haupt, Ernst Curtius und Theodor Mommsen). Dort promovierte er zum Dr. phil.
Danach lebte Georg Malkowsky als Publizist und Chefredakteur in Berlin. Er unternahm Reisen nach England, Frankreich, in die Niederlande, nach Belgien und Russland. In den 1890er Jahren war er Vorstandsmitglied in der Deutschen Schriftsteller-Genossenschaft.
Georg Malkowsky war ein untersetzter Mann mit einem rotblonden Vollbart.

## Publikationen
Georg Malkowsky war Chefredakteur der Illustrirten Frauen-Zeitung (vor 1894), der Modernen Kunst (spätestens seit 1893) und der Deutschen Kunst (1896–1898), und schrieb Artikel für weitere Zeitschriften. Dazu verfasste er einige Bücher über Kunst und weitere Themen.
- Alles verstaatlicht; socialpolitischer Roman, übersetzt nach Edward Bellamy, Eckstein Berlin 1889
- Die Secession auf der Berliner Kunst-Ausstellung, Verlag der Deutschen Schriftsteller-Genossenschaft Berlin, 1893

- Die Pariser Weltausstellung in Wort und Bild, Kirchhoff & Co. Kurt Schindowski Berlin, 1900 UB Heidelberg Archive Google
- Die Villencolonie Grunewald. Façaden, Innenräume, Details und Grundrisse der interessantesten in der Landgemeinde Grunewald aufgeführten Villen, Bruno Hessling Berlin, 1900

- Insel Rügen. Ein Album mit 29 Ansichten in Autotypie und einer Gravüre, 1900
- Ernst Herter. Beitrag zur Geschichte der Berliner Bildhauerschule, Meidinger Berlin, 1906
- Ostseebäder an der pommerschen Küste. Ein Album mit 29 Ansichten in Autotypie und einer Gravüre, Gesellschaft für Verbreitung klassischer Kunst, Berlin [1907]
- Der Rhein von Mainz bis Köln. Ein Album mit 28 Ansichten und einer Gravüre, Verlag der Gesellschaft für Verbreitung klassischer Kunst, Berlin, ohne Jahr [um 1910?]

- Rudolph Lepke’s Kunst-Auctions-Haus; ein Beitrag zur Geschichte des Berliner Kunsthandels, Seydel Berlin, 1912 Digitalisat
- Die Kunst im Dienste der Staats-Idee. Hohenzollerische Kunstpolitik von Grossen Kurfürsten bis auf Wilhelm II., Berlin, 1912.
- Schlesien in Wort und Bild (= Kultur- und Kunstströmungen in deutschen Landen. Die preußischen Ostmarken, I), George Westermann, Braunschweig und Berlin, 1913 OBC Opole
- Das Land Posen, wie es war und wurde (= Kultur- und Kunstströmungen in deutschen Landen. Die preußischen Ostmarken. Band II), Westermann Braunschweig, 1919 FBC Digitalisat
- Die bildende Kunst im freien Volksstaat. Die Einheitsschule und die Erziehung zum Schönen (= Sozialismus und Kunst), Furche-Verlag Berlin, 1919
- Max Klinger. Ein sozialer Dichtermaler, 1921